# Monte Brecher
Il Monte Brecher (in lingua inglese: Mount Brecher) è una frastagliata montagna antartica, alta 2.100 m, situata subito a ovest del Monte LeSchack, nel settore settentrionale del Wisconsin Range della catena dei Monti Horlick, nei Monti Transantartici, in Antartide.
Il monte è stato mappato dall'United States Geological Survey (USGS) sulla base di rilevazioni e foto aeree scattate dalla U.S. Navy nel periodo 1960-64.
La denominazione è stata assegnata dall'Advisory Committee on Antarctic Names (US-ACAN), in onore di Henry H. Brecher, che faceva parte del gruppo che ha trascorso l'inverno del 1960 presso la Stazione Byrd e che successivamente ritornò in Antartide nel corso di diverse stagioni estive per condurvi studi geologici.